# Эгг (Цюрих)
Эгг (нем. Egg ZH) — коммуна в Швейцарии, в кантоне Цюрих.
Входит в состав округа Устер. Население составляет 7923 человека (на 31 декабря 2007 года). Официальный код — 0192.

## Состав коммуны
- Эслинген